# Талліннський завод «Вольта»
Талліннський завод «Вольта» (ест. Volta tehas) був одним з найбільших підприємств Естонської РСР, що спеціалізувався на випуску електродвигунів різних типів і потужності. Розміщувався у Таллінні на вулиці Тьоестузе.

## Історія

### Часи Російської імперії таПершої республіки
15 квітня 1899 року було засновано Акціонерне товариство «Вольта», пайщиками якого були Карл-Вільгельм Лутер, Кристіан Лутер, Гірард, Кристіан-Бертольд Роттерманн, Розен, Інгманн, а також Ризький комерційний банк, що був у приватній власності німецької компанії AEG. Акціонерне товариство придбало земельну ділянку у Ревельському районі Коплі та почало будівництво заводу, який отримав свою назву за іменем італійського фізика й одного з засновників вчення про електрику Алессандро Вольта.
Завод почав працювати 5 січня 1900 року й первинно випускав електродвигуни, генератори, освітлювальні установки, в тому числі й обладнання для Талліннської електростанції. Генератори, виготовлені на заводі «Вольта», дали перший електричний струм до будинків талліннців 1913 року. У 1901–1903 роках на заводі «Вольта» працював слюсарем засланий до Ревеля російський революціонер Михайло Калінін. З 1915 до 1919 року на заводі працював майбутній голова Ради народних комісарів Естонської РСР Йоганнес Лаурістін.
У дореволюційні часи на заводі працювали близько півтори тисячі осіб. Для них будували в основному дерев'яні будинки з мінімальними зручностями. Деякі з тих будівель використовувались під житло до кінця 1990-их років.
У 1920-их—1930-их роках кількість робітників на заводі «Вольта» скоротилась приблизно у п'ять разів, значну частину заводських приміщень здали в оренду дрібним підприємствам.

### 1940–1991 роки
1944 року перед виходом з Таллінна гітлерівці завдали спроби знищити завод, але такі дії зірвали радянські підпільники й робітники заводу, які вчинили збройну відсіч.
Після завершення війни завод «Вольта» перетворився на одне з найбільших промислових підприємств Естонської РСР. Сотні в'язнів тюрми «Румму» штампували деталі, обробляли корпуси електромоторів та виконували інші роботи з кооперації з заводом «Вольта».

### Після відновлення незалежності
Після здобуття Естонією незалежності 1991 року та зменшення обсягу замовлень підприємство поступово почало занепадати. 1994 року Естонське приватизаційне агентство уклало з компанією Ravori Investeeringute AS угоду купівлі-продажу майна та боргових зобов'язань державного акціонерного товариства «Вольта».
1998 року Ravori Investeeringute AS змінило свою назву на Elektrimasinaehituse AS (АТ Електромашинобудування). Відповідно до даних Департаменту статистики Естонії 1997 року завод «Вольта» випустив лише 800 електродвигунів. 1999 частина заводських площ здавалась в оренду меблевому магазину, фірмі з металообробки та іншим організаціям.
2003 року фірма Elektrimasinaehituse AS почала майновий спір з компанією Electrolux щодо приналежності торгової марки «VOLTA». Того ж року компанія Elektrimasinaehituse AS офіційно змінила свою назву на AS Volta (АТ «Вольта»).